# Аббасов, Агиль Азизага оглы
Агиль Азизага оглы Аббасов (азерб. Abbasov Aqil Əzizağa oğlu; род. 1971) — судья Верховного суда Азербайджана.

## Биография
Родился в 1971 году. В 2001 году окончил юридический факультет Бакинского государственного университета.
С 2000 по 2007 год являлся юристом Ассоциации юристов Азербайджана.
С 6 августа 2008 года по 2013 год являлся судьёй Сумгаитского городского суда.
С 6 августа 2013 года по 2020 год являлся судьёй Сумгаитского Апелляционного суда. С 21 декабря 2018 года по 2020 год являлся председателем коллегии по гражданским делам Сумгаитского Апелляционного суда.
Судья коллегии по гражданским делам Верховного суда Азербайджана (с 5 мая 2020).

## Награды
- Медаль «Прогресс» (11 февраля 2023)[5]